# Za tych, co na morzu (film 2013)
Za tych, co na morzu (ang.: For Those in Peril) – brytyjski dramat z 2013 roku w reżyserii Paula Wrighta.

## Fabuła
Aaron mieszka w niewielkiej rybackiej wiosce w Szkocji. Pewnego dnia wraz z bratem i innymi rybakami wypływa na połów w morze, gdzie dochodzi do tragicznego w skutkach tajemniczego wypadku, w którym ginie brat Aarona i reszta załogi. Po powrocie chłopaka do domu pozostali mieszkańcy oskarżają go o spowodowanie wypadku i śmierć najbliższych. Aaron nie mogąc znieść myśli o śmierci brata wyrusza, aby go odszukać.

## Obsada
- George MacKay jako Aaron
- Kate Dickie jako Cathy
- Michael Smiley
- Nichola Burley jako Jane
- Brian McCardie jako dr Forbes
- Jordan Young jako Michael
- Conor McCarron jako Billy
- James Cunningham jako ojciec Aarona
- Lewis Howden jako Davie
- Gavin Park jako człowiek na przystani
- Davie Ritchie jako Alex
- Andrew Marley jako Andrew
- Sharon MacKenzie jako Iris
- Carson James Mullen jako młody Aaron
- Dylan Bruce

i inni.